# Hiptage subglabra
Hiptage subglabra är en tvåhjärtbladig växtart som beskrevs av Arenes. Hiptage subglabra ingår i släktet Hiptage och familjen Malpighiaceae. Inga underarter finns listade i Catalogue of Life.